# Giovanni De Gasperis
Giovanni De Gasperis (Pescina, 18 settembre 1896 – ...) è stato un politico italiano, Senatore della Repubblica nella I legislatura.

## Biografia
Nato a Pescina nel 1896, fu consulente e insegnante, diventando segretario nazionale del Sindacato esperti e consulenti tecnici industriali, commerciali ed agrari. Alle elezioni politiche del 1948 si candidò al Senato della Repubblica con la Democrazia Cristiana nel collegio di Avezzano, risultando eletto per la I legislatura repubblicana, dall'8 maggio 1948 al 24 giugno 1953. Durante il suo mandato fu membro della V Commissione permanente (Finanze e tesoro) fino al 1950, entrando poi nella IX Commissione permanente (Industria, commercio interno ed estero, turismo); fu inoltre segretario della Commissione speciale per le locazioni dal 1949 e membro della Commissione speciale per la città di Napoli tra il 1951 e il 1953.